# Constantine (serie de televisión)
Constantine es una serie de televisión estadounidense creada para la cadena NBC por Daniel Cerone, basada en el comic book Hellblazer, publicado por DC Comics. La serie sigue al experimentado cazador de demonios con conocimientos ocultistas John Constantine. Es protagonizada por Matt Ryan y Angélica Celaya. Fue estrenada el 24 de octubre de 2014.
El 8 de mayo de 2015, NBC anunció la cancelación de la serie.
Ryan volvió a interpretar a Constantine en la cuarta temporada de Arrow y en 2017, una serie web animada se estrenó en The CW de nuevo con Ryan dando voz al personaje. Ryan también apareció en algunos episodios de la tercera temporada de Legends of Tomorrow, para luego integrar el equipo de manera definitiva, en la cuarta temporada.

## Argumento
Con su alma condenada al infierno, John Constantine decide dejar su antigua vida atrás. Cuando los demonios fijan como objetivo a Liv, la hija de un viejo amigo, decide que va a hacer todo lo posible para salvarla. Armado con un vasto conocimiento sobre las artes oscuras y un ingenio perversamente pícaro, Constantine descubre que Liv posee una segunda vista -la habilidad de ver el mundo detrás de nuestro mundo y predecir sucesos sobrenaturales- y se ha convertido en una amenaza para un misterioso nuevo mal que está emergiendo de entre las sombras, por el cual los ángeles están empezando a preocuparse. Es entonces que Constantine y Liv deben usar el poder y las habilidades de cada uno para viajar por el país, encontrar a los demonios que amenazan a nuestro mundo y enviarlos de vuelta a donde pertenecen.

## Elenco principal
- Matt Ryan como John Constantine
- Harold Perrineau como Manny
- Charles Halford como Chas Chandler
- Angélica Celaya como Zed Martin
- Lucy Griffiths como Liv Aberdine

## Episodios
| N.º | Título                                                                      | Dirigido por      | Escrito por                                                   | Fecha de emisión original | Audiencia (millones) |
| --- | --------------------------------------------------------------------------- | ----------------- | ------------------------------------------------------------- | ------------------------- | -------------------- |
| 1   | «Non Est Asylum» No es asilo                                                | Neil Marshall     | Historia: Daniel Cerone & David S. Goyer Guion: Daniel Cerone | 24 de octubre de 2014     | 4.28                 |
| 2   | «The Darkness Beneath» La oscuridad debajo                                  | Steve Shill       | Rockne S. O'Bannon                                            | 31 de octubre de 2014     | 3.06                 |
| 3   | «The Devil's Vinyl» El vinilo del diablo                                    | Romeo Tirone      | Mark Verheiden & David S. Goyer                               | 7 de noviembre de 2014    | 3.14                 |
| 4   | «A Feast of Friends» Una fiesta de amigos                                   | John F. Showalter | Cameron Welsh                                                 | 14 de noviembre de 2014   | 3.47                 |
| 5   | «Danse Vaudou» Danza vudú                                                   | John Badham       | Christine Boylan                                              | 21 de noviembre de 2014   | 3.54                 |
| 6   | «Rage of Caliban» Rabia de Calibán                                          | Neil Marshall     | Daniel Cerone                                                 | 28 de noviembre de 2014   | 3.34                 |
| 7   | «Blessed Are the Damned» Bienaventurados los condenados                     | Nick Gomez        | Sneha Koorse                                                  | 5 de diciembre de 2014    | 3.17                 |
| 8   | «The Saint of Last Resorts» El Santo de los Últimos Recursos                | TJ Scott          | Carly Wray                                                    | 12 de diciembre de 2014   | 3.30                 |
| 9   | «The Saint of Last Resorts Part 2» El Santo de los Últimos Recursos Parte 2 | Romeo Tirone      | Mark Verheiden                                                | 16 de enero de 2015       | 3.06                 |
| 10  | «Quid Pro Quo» Quid Pro Quo                                                 | Mary Harron       | Daniel Cerone                                                 | 23 de enero de 2015       | 3.47                 |
| 11  | «A Whole World Out There» Todo un mundo allá afuera                         | Thomas J. Wright  | Daniel Cerone                                                 | 30 de enero de 2015       | 3.29                 |
| 12  | «Angels and Ministers of Grace» Ángeles y Ministros de Gracia               | Sam Hill          | Daniel Cerone                                                 | 06 de febrero de 2015     | 2.96                 |
| 13  | «Waiting for the Man» Esperando al hombre                                   | David Boyd        | Daniel Cerone                                                 | 13 de febrero de 2015     | 3.30                 |

## Desarrollo
El 23 de septiembre de 2013, NBC encargó la realización de un guion basado en la vida del personaje de DC Comics John Constantine. El guion fue escrito por Daniel Cerone. En enero de 2014, la cadena ordenó la realización de un piloto producido por Cerone y David S. Goyer. El 8 de mayo de 2014 fue anunciado que el piloto fue elegido para desarrollar una serie.

### Casting
El 21 de febrero de 2014 fue anunciado que Matt Ryan fue seleccionado para interpretar a John Constantine. El 5 de marzo se dio a conocer que Lucy Griffiths fue contratada para interpretar a Liv, una chica que hace equipo con Constantine para aprender a dominar sus poderes; así mismo se dio a conocer que Harold Perrineau daría vida a Manny, una figura autoritaria asignada a cuidar a Constantine, y Charles Halford a Chas, un viejo amigo de John que tiene un don especial para sobrevivir.
El 10 de julio de 2014 se dio a conocer que Lucy Griffiths abandonaba la serie y en lugar de buscar un reemplazo, su personaje sería sustituido con varios personajes, entre ellos Zed, personaje del cómic. Pocos días después, Angélica Celaya fue elegida para interpretar a dicho personaje.

## Universo compartido

### Arrowverso
En mayo de 2015, Stephen Amell, quien interpreta a Oliver Queen/ Flecha verde en la serie de The CW, reveló que mantuvo conversaciones con DC Entertainment para interpretar el personaje en la serie de NBC, diciendo: «La razón por la cual iba a participar como estrella invitada en Constantine, o al menos la idea que se estaba manejando es que Constantine es experto en las fosas de Lázaro, que ahora es y seguirá siendo una parte de Arrow». Amell declaró que, a pesar de que la serie no fue renovada para una segunda temporada, un crossover «estaba y seguirá estando todavía sobre la mesa». Además, el productor ejecutivo de Arrow Marc Guggenheim reveló su deseo de integrar a Constantine en el universo que se ha creado con Arrow, diciendo: «Muchas de las piezas están en su lugar, a excepción una final, que es el destino de Constantine Eso es lo más difícil. Pero es un tema que se trata en la sala de escritores constantemente y tenemos una serie de ideas, y existe una que es particularmente emocionante para mí. Estamos un poco en modo de esperar y ver». En julio de 2015, el nuevo showrunner de Arrow Wendy Mericle añadió: «Realmente queremos [incluir a Constantine]. Es algo que hemos estado hablando con DC y es no sólo es cuestión de algunas cosas políticas, sino también de coordinarnos con el horario del actor. Estamos tratando de resolverlo, pero no sabemos al cien por ciento si va a pasar. Pero estamos muy optimistas y nos encantaría contar con él», dijo hablando de Ryan. En agosto de 2015, Mark Pedowitz, presidente de The CW reveló que Matt Ryan retomaría el personaje de John Constantine durante el quinto episodio de la cuarta temporada de Arrow.
Se reveló en octubre de 2017 que Ryan aparecería en dos episodios de la tercera temporada de Legends of Tomorrow, con la aparición tiene lugar cronológicamente después de «Haunted», volviendo a visitar el escenario de Arrow en la cuarta temporada y los eventos siguientes del episodio final de la temporada. Después de la recepción positiva de su aparición en Legends of Tomorrow, The CW anunció que Ryan volvería a aparecer en la temporada, y más tarde, se anunció antes de la renovación de la serie para una cuarta temporada que el papel de Ryan como Constantine sería actualizado con un papel principal.